# Колония (фильм, 1997)
«Колония» (англ. Double Team) — американский художественный фильм, поставленный гонконгским кинорежиссёром Цуи Харком. Главные роли исполнили Жан-Клод Ван Дамм, Микки Рурк и Деннис Родман, для которого эта роль стала дебютом в кино. Премьера фильма состоялась 4 апреля 1997 года в Лос-Анджелесе и Нью-Йорке.

## Сюжет
Спецагент Джек Куинн борется с преступностью. Провалив задание по поимке террориста Ставроса, Джек попадает в Колонию — особую тюрьму для таких же, как он, бывших «спецов». Там Джека пытаются использовать вновь, уже просто в качестве консультанта по вопросам терроризма. Но Джек не может смириться с подобной участью, ведь у него на воле осталась жена, которая уже, похоже, и не надеется увидеть его живым. Джек решается на дерзкий побег и, используя помощь хитроумного Яза, владельца ночного клуба в Антверпене, а по совместительству торговца супер-оружием и весьма колоритного парня, отправляется освобождать свою супругу и маленького сына из рук своего заклятого врага — Ставроса.

## В ролях
| Актёр                | Роль                       |
| -------------------- | -------------------------- |
| Жан-Клод Ван Дамм    | секретный агент Джек Куинн |
| Деннис Родман        | торговец оружием Яз        |
| Микки Рурк           | террорист Ставрос          |
| Пол Фримен           | Голдсмит                   |
| Наташа Линдинжер     | Кэтрин Куинн               |
| Валерия Кавалли      | доктор Мария Трифиоли      |
| Джей Бенедикт        | Брэндон                    |
| Джоэлль Дэво-Вуллион | подруга Ставроса           |
| Бруно Билотта        | Кофи                       |
| Марио Опинато        | Джеймс                     |

## Прокат
Фильм вышел в прокат в США 4 апреля 1997 года. Общие сборы составили 11 438 337 долларов.

## Оценки
Фильм получил преимущественно негативные отзывы. На сайте-агрегаторе Rotten Tomatoes фильм набрал рейтинг 11 % на основе 19 обзоров кинокритиков.

## Награды
- Премия «Золотая малина» за худшую мужскую роль второго плана — Деннис Родман.
- Премия «Золотая малина» в номинации «Худшая новая звезда» — Деннис Родман.
- Премия «Золотая малина» за худший актёрский дуэт — Жан-Клод Ван Дамм и Деннис Родман.